# Hideyuki Yokoyama
Pour les articles homonymes, voir Yokoyama.
Hideyuki Yokoyama (横山 英幸) (né le 13 mai 1981) est un économiste et homme politique japonais, maire d'Osaka depuis le 9 avril 2023. Il sort diplômé en économie de l'Université Kwansei gakuin en 2004 et commence immédiatement une carrière au sein du gouvernement préfectoral d'Osaka. Il est élu à l'Assemblée de la préfecture d'Osaka en avril 2011 et remporte deux autres mandats en avril 2015 et avril 2019. Il est candidat du parti Association pour la restauration d'Osaka/ Nippon Ishin No Kai à la mairie d'Osaka lors de l'élection du maire d'Osaka en avril 2023 à la suite du départ d'Ichirō Matsui, consécutif à la défaite du plan de la métropole d'Osaka lors du référendum de 2020,.

## Maire d'Osaka
Lors de la campagne électorale pour le maïorat d'Osaka, qui se tientt en même temps que l'élection pour le gouverneur de la préfecture d'Osaka, Yokoyama déclare vouloir travailler en étroite collaboration avec Hirofumi Yoshimura, le candidat à la tête de la préfecture, du même parti que lui. Il assure également vouloir poursuivre la politique de son prédécesseur Ichiro Matsui, lui aussi membre du parti Osaka Ishin, et adopte le slogan « N’arrêtez pas la croissance ».
En tant que maire d'Osaka, Yokoyama est en partie responsable de l'organisation de l'exposition universelle de 2025, qui se tiendra dans la ville.